# Lebanon (hrabstwo Waupaca)
Lebanon – miasto w Stanach Zjednoczonych, w stanie Wisconsin, w hrabstwie Waupaca.